# Мак Грейне
Мак Грейне — (ірл. — Mac Gréine) — персонаж давніх ірландських міфів, легенд, історичних переказів. Згідно середньовічної ірландської історичної традиції — верховний король Ірландії з Племені Богині Дану (Туата Де Даннан) (ірл. — Tuatha Dé Danann). Час правління (згідно середньовічної ірландської історичної традиції): 1317—1287 до н. е. (згідно «Історії Ірландії» Джеффрі Кітінга) або 1730—1700 до н. е. роки до н. е. згідно хроніки Чотирьох Майстрів. Син Кермайта (ірл. — Cermait), нащадок чи онук Дагди. Спочатку мав ім'я Кехур (ірл. — Céthur), але потім був названий Мак Грейне — Син Грейне — на честь божества якому поклонявся — Сонця (від ірл. — Gréine — Сонце). Тобто, його ім'я можна перекласти як Син Сонця. Згідно легенд, Плем'я Богині Дану, а потім і сиди особливо шанували Сонце як божество. Його дружиною була Еріу (ірл. — Ériu). За іменем його дружини острів Ірландія інколи називають Еріу — особливо у поезії. Зрештою, назва «Ірландія» — Ерінн — походить саме від імені цієї жінки. Він і двоє його братів — Мак Квілл і Мак Кехт (ірл. — Mac Cuill, Mac Cecht) вбили верховного короля Ірландії Луга Довгорукого, здійснюючи помсту за свого батька. Ці троє братів правили Ірланлією спільно 30 років. Вони були останніми королями Племен Богині Дану. Вони вбили Іха — першого вождя мілезійців, який прибув на острів. Потім острів захопили мілезійці.